# Moxostoma lacerum
Moxostoma lacerum là một loài cá vây tia thuộc họ Catostomidae. Loài này chỉ có ở Hoa Kỳ.